# Сольна-Сентрум (станция метро)
Сольна-Сентрум (швед. Solna Centrum) — станция Стокгольмского метрополитена. Расположена на Синей линии между станциями Неккрусен и Вестра-Скуген, обслуживается маршрутом Т11. Расстояние от центральной станции Синей линии составляет 6,5 км.
Станция расположена у торгового центра Сольна в муниципальном районе Хюттехольм (коммуна Сольна), приблизительно в 5 км от центра Стокгольма. Станция была открыта 31 августа 1975 года вместе с вводом в эксплуатацию первого участка Синей линии. Сольна-Сентрум является пятой по глубине залегания станцией Стокольмского метро, и располагается в скальной породе на глубине 27-36 м под парком Хюттехольмпаркен, на 16,5 м ниже уровня моря. Станция имеет 2 вестибюля.
Художественное оформление станции принадлежит Карлу Олову Бьорку и Андрерсу Обергу и посвещено тематике, актуальной для шведского общества 1970-х годов, а именно развитие народного хозяйства и охрана окружающей среды. Эта тематика находит отражение в рисунках на стенах станции и инсталляциях, выставленных внутри стеклянных витрин. Стены станции окрашены в красный и зелёный цвета.

## Галерея

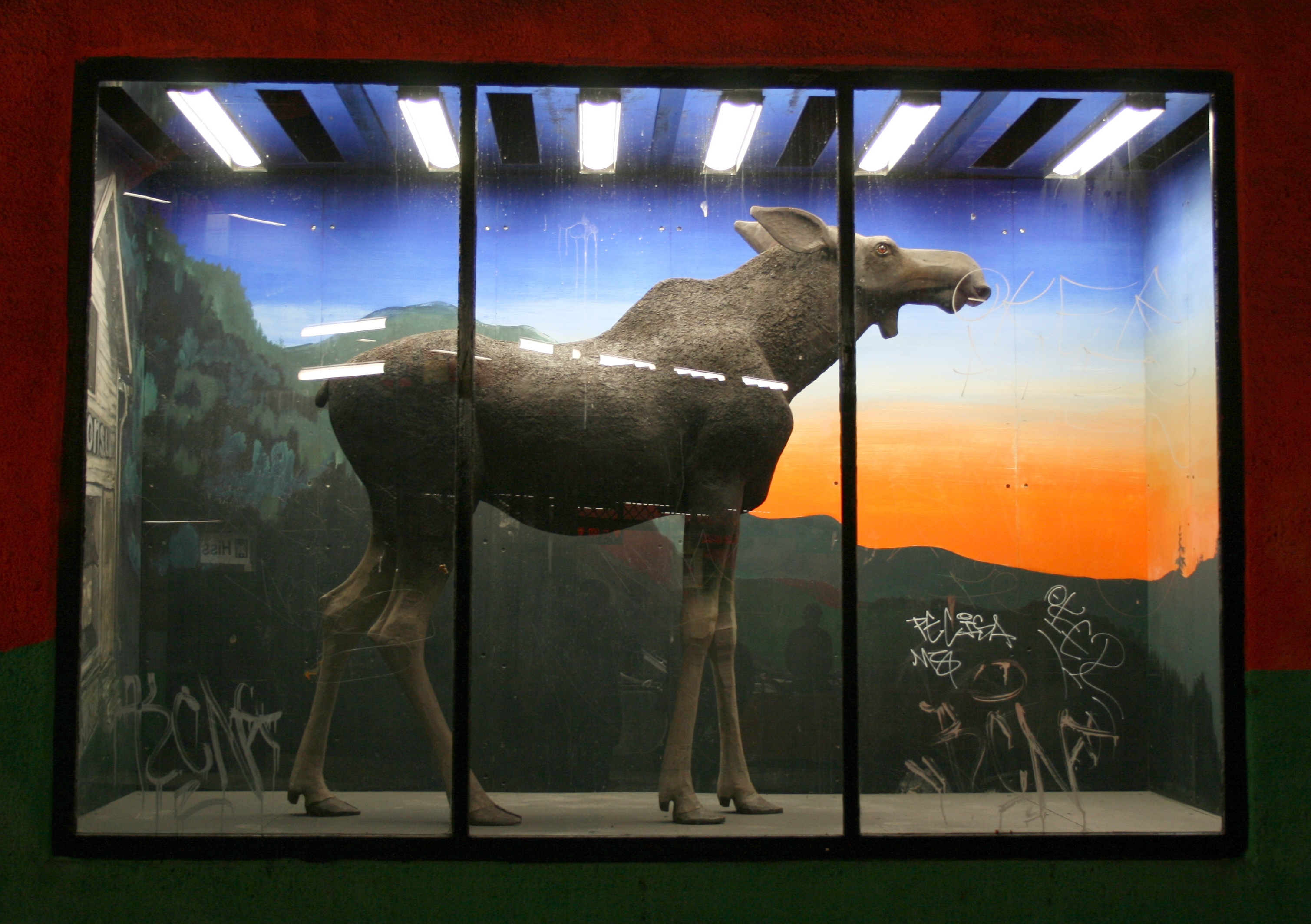
Художественная декорация
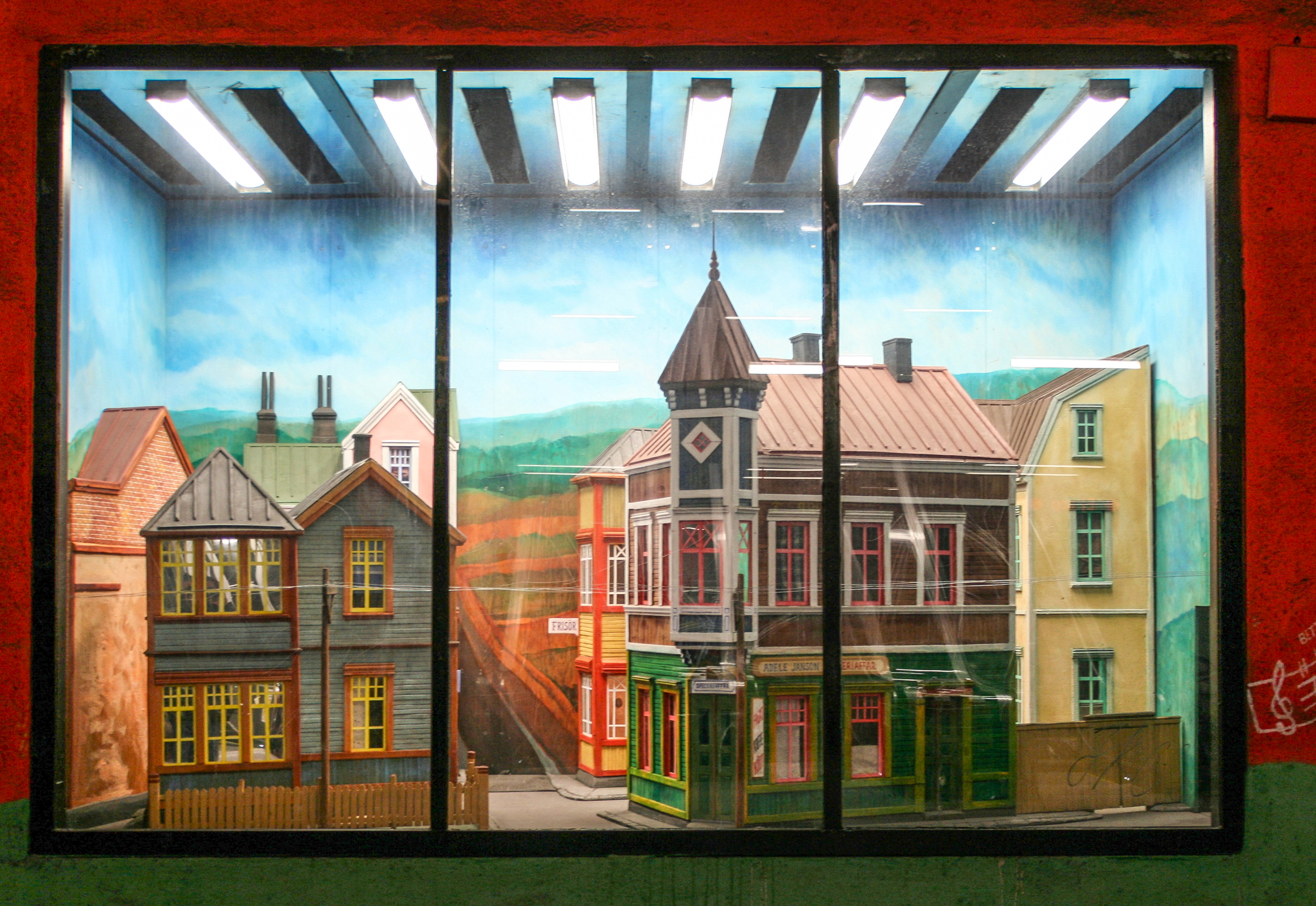
Художественная декорация
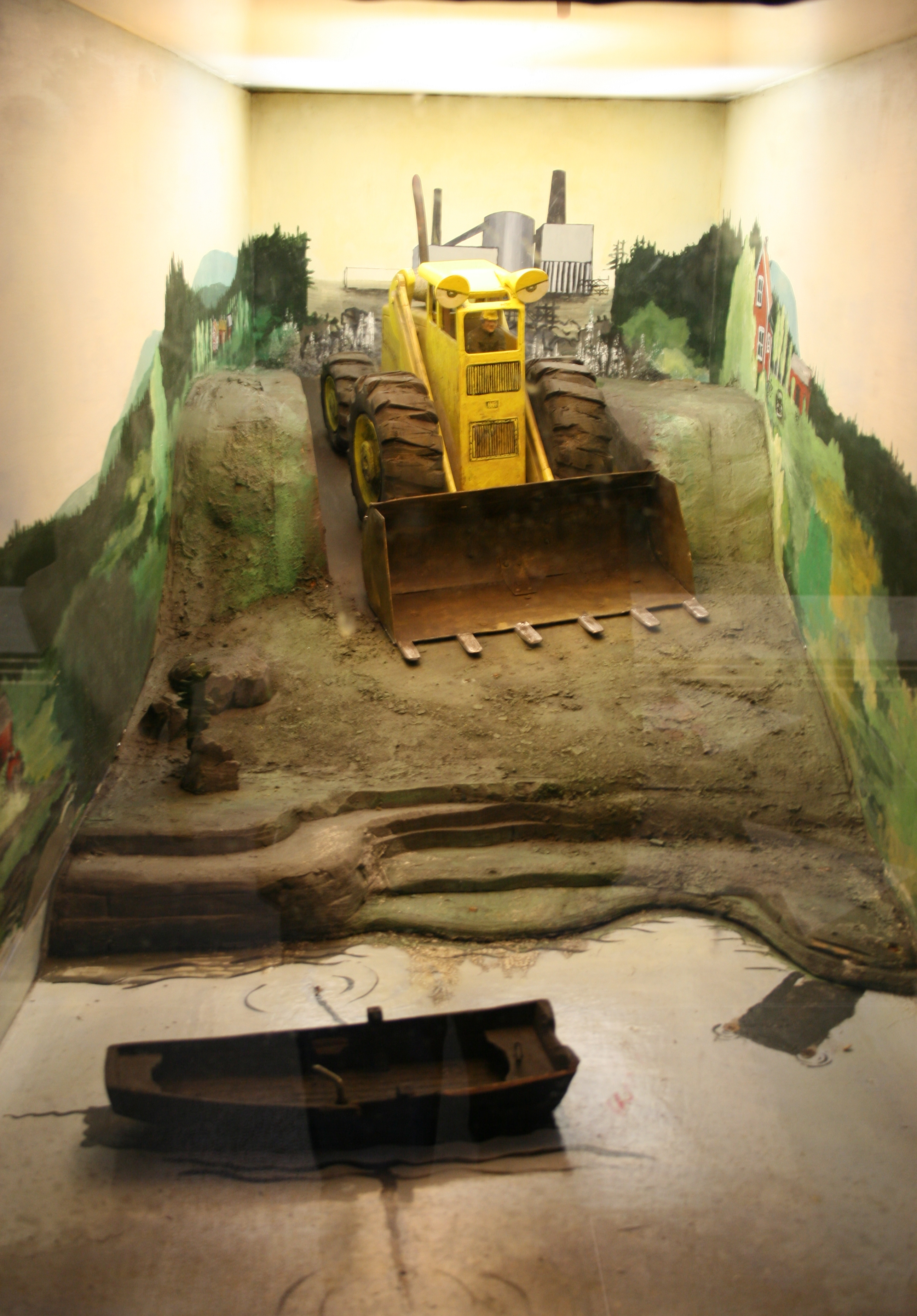
Художественная декорация
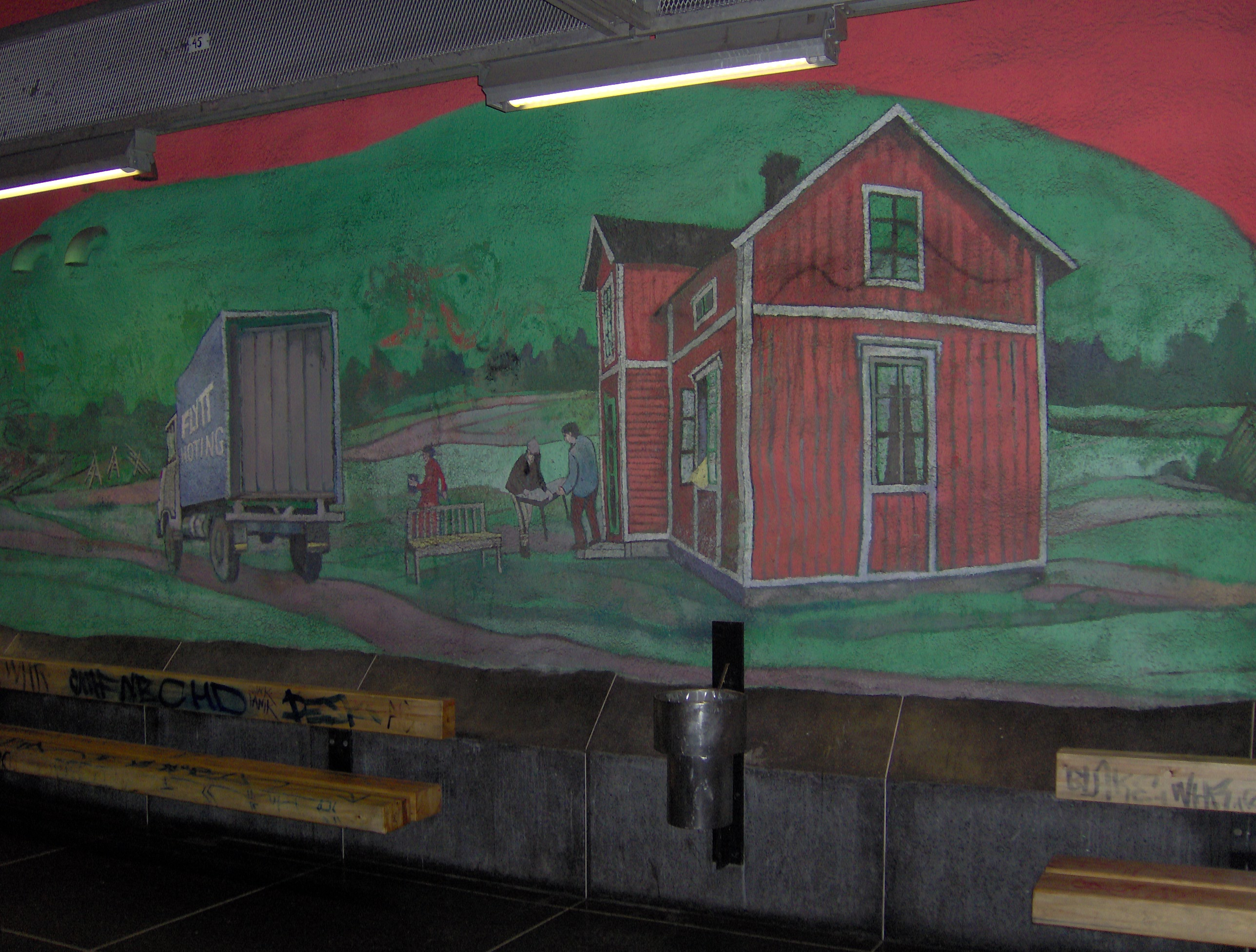
Художественная декорация